# ヴィクター・ハーバート
ヴィクター・ハーバート（Victor August Herbert, 1859年2月1日 – 1924年5月26日）は、アメリカ合衆国に帰化したアイルランド人作曲家・指揮者・チェリスト。芸術音楽のほかに、ライト・オペラと呼ばれた草創期のミュージカルの作曲で人気があった。米国作曲家作詞家出版者協会（ASCAP）の創設者でもある。遠縁の音楽家にファーディ・グローフェがいる。

## 生涯と作品
ガーンジー出身。3歳のときに父親が他界すると、劇作家であった祖父のもとに移り、創作能力を認められて激励を受ける。しかしながら母親がドイツ人医師と再婚したため、音楽教育はかなり後まで遅らされることになった。シュトゥットガルト音楽院に進学し、傑出したチェロ奏者に成長。ウィーンでワルツ王ヨハン・シュトラウス2世の楽団員を経て、1886年に夫人連れで渡米し、メトロポリタン歌劇場管弦楽団の首席チェリストとなる。夫人はヴェルディの《アイーダ》のアメリカ初演で主役を歌った。
1892年に、偉大な軍楽隊長パトリック・ギルモアの後を受けて、ニューヨーク州兵第22師団軍楽隊の指揮者となり、音楽活動に新たな側面が付け加わった。1898年から1902年までピッツバーグ交響楽団の音楽監督として、これをアメリカの主要なオーケストラへと育て上げ、ニューヨークやシカゴへの演奏旅行も実現させた。1907年には自前のオーケストラを設立し、長年にわたって夏の観光地で管弦楽の小品を上演した。
作曲家としては2つのオペラ、43のオペレッタ、10の劇付随音楽、31の管弦楽曲（交響詩のほか行進曲のような機会音楽も含む）、9つの吹奏楽曲、9つのチェロ曲（2つのチェロ協奏曲ふくむ）、5つのヴァイオリン曲（ピアノ伴奏および管弦楽伴奏）、22のピアノ曲、1つのカンタータ、54の歌曲、12の合唱曲があり、他者の作品のオーケストラ用編曲も残した。
1894年にハーバートは最初のオペレッタ《アナニヤ王子（嘘つき王子）》を作曲し、間もなく《セレナード》と《占い師》も完成させた。1903年には、《おもちゃの国の赤ん坊たち》《赤い水車》《マドモワゼル・モディスト》《お転婆マリエッタ》に相次いで着手、その他の作品の成功によって、アメリカ音楽における重鎮となった（チャールズ・アイヴズは、このため通俗的な「軽い」音楽家としてハーバートを過小評価していたが、アイヴズも尊敬していたジョージ・ホワイトフィールド・チャドウィックとハーバートは仲が良かった）。ハーバートのオペレッタは、今なおライト・オペラ団だけでなく、時にはより大規模なオペラ団によって上演され、録音されている。
ハーバートの最も有名なオペレッタないしはミュージカルに、以下のものがある。
- 嘘つき王子 Prince Ananias (1894年)
- セレナード The Serenade (1897年)
- 占い師 The Fortune Teller (1898年)
- おもちゃの国の赤ん坊たち Babes in Toyland (1903年)
- マドモワゼル・モディスト Mlle. Modiste (1905年)
- 赤い水車 The Red Mill (1906年)
- 小さなネモ Little Nemo (1908年)
- お転婆マリエッタ Naughty Marietta (1910年)
- 女魔法使い The Enchantress (1911年)
- マドレーヌ Madeleine (1914年)
- アイリーン、もしくはアイルランドの心 Eileen, or The Hearts of Erin (1917年)

1917年に作曲・上演された《アイリーン》は、アイルランド風のグランド・オペラを完成させようとの長年の懸案を実現したものである。最後のオペレッタは、没年の1924年に完成されている。ハーバートのオペレッタやミュージカルは、ラグタイムやディクシーランドに多少影響されてはいるものの、ジャズ・エイジにおけるブロードウェイの後輩作家、ジョージ・ガーシュウィンやコール・ポーター、ヴィンセント・ユーマンスほど徹底してジャズやブルースに影響されたわけではなかった。
ハーバートの《チェロ協奏曲第2番 ホ短調》作品30（1894年）は、生前に過小評価された作品として、近年になって再評価の機運が高まっている。この作品がドヴォルザークの《チェロ協奏曲ロ短調》に霊感を与えたことも知られるようになってきた。この他にも、《アイルランド狂詩曲》（1893年）、《ロマンティックな組曲》作品31（1900年）、マクダウェル流の管弦楽組曲《森の国の幻想》（1902年）および《コロンブス》（1903年）、連作交響詩《ヘーローとレアンドル》作品33（1900年ごろ）などの重要な管弦楽曲がある。これらの作品は、ハーバートがチャイコフスキーやボロディン、ゴルトマルク、リヒャルト・シュトラウスらと並ぶ管弦楽法の大家であったことを物語っている。

### ASCAP（American Society of Composers, Authors and Publishers）
20世紀初頭の20年間においてハーバートは作曲家が自作から収益を得られる権利を擁護するため、ジョン・フィリップ・スーザやアーヴィング・バーリンらと密着して働き、米国作曲家作詞家出版者協会（ASCAP）を設立し、10年間この組織の副総裁を務めた。この団体は現在においても、創造的な音楽家の権利を保護している。

## 参考資料
- Victor Herbert: The Biography of America's Greatest Composer of Romantic Music by Joseph Kaye, (New York: G. Howard Watt, 1931).
- Victor Herbert: American Music Master by Claire Lee Purdy (New York: Julian Messner, Inc., 1944)
- Victor Herbert: A Life in Music by Edward N. Waters, (New York, 1955).

(songbook collections):
- Victor Herbert Song Album - Book 1 (New York: M. Witmark & Sons, 1927)
- Victor Herbert Song Album - Book 2 (New York: M. Witmark & Sons, 1938)
- The Music of Victor Herbert (Warner Bros. Publications, Inc., 1976)